# Skatteministeriet
Skatteministeriet har eksisteret siden 1975 og står for at opkræve skatter og afgifter fra personer og virksomheder.

## Historie
Generaldirektoratet for Toldvæsenet og Skattedepartementet blev oprettet i 1902. I årene efter statsskatteloven af 1903 og toldloven af 1908 fandt man, at skattevæsenet og toldvæsenet var egentlige statserhverv, hvorfor generaldirektoratet også burde placeres blandt de egentlige ministerielle departementer. Generaldirektoratet for Toldvæsenet blev derfor et departement i 1919.
Skattedepartementet og Tolddepartementet hørte indtil 1975 under Finansministeriet, men har siden udgjort et særskilt ministerium, fra 1987 under det nuværende navn Skatteministeriet, men først kaldet Skatte- og Afgiftsministeriet.[kilde mangler]
I 2005 blev de kommunale skattemyndigheder lagt ind under Skatteministeriet. Tidligere var Skatteministeriets departement og Told & Skat to adskilte størrelser. Skatteministeriet blev pr. 1. januar 2010 en samlet koncern med fælles ledelse, men med to myndigheder: Koncerncenteret og SKAT. Koncerncentret fungerer som stabsfunktion for hele organisationen og den øverste ledelse i Skatteministeriet. Opgaver omfatter ministerbetjening, lovgivning, strategier, styring, planlægning og udvikling. Myndighedsopdelingen sikrer, at det kun er SKAT, der kan træffe konkrete afgørelser i danskernes skattesager.[kilde mangler]
I 2013 blev SKAT igen udskilt fra ministeriets departement som en styrelse.
Igennem 2010'erne har Skatteministeriet været kritiseret for ikke have have etableret systemer og processer der understøtter effektiv inddrivelse af gæld. Desuden kritik for ikke tilstrækkeligt at have imødegået skattesvig, skattespekulation og skattely som Panama-papirerne og Udbytteskatsvindel-sagen.
Udviklingen af Ejendomsvurderingssystemet blev i 2021 kritiseret af Rigsrevisionen for utilstrækkeligt overblik.

## Organisation
Inden for Skatteministeriet er der tre særlige enheder, der er fagligt uafhængige, men administrativt, økonomisk og personalemæssigt en del af Skatteministeriet. De tre enheder er Ankecentret, Retssikkerhedschefen og Intern Revision.[kilde mangler]
Der er to særlige enheder, som er selvstændige myndigheder, men en del af Skatteministeriets koncern.
Det drejer sig om Spillemyndigheden og Landsskatteretten.[kilde mangler]
I hele Skatteministeriets organisation arbejder der ca. 8000 mennesker.[kilde mangler]

## Skatteministre
| Navn                  | Fra  | Til  | Embedslængde              | Titel                            | Parti                       |
| --------------------- | ---- | ---- | ------------------------- | -------------------------------- | --------------------------- |
| Svend Jakobsen        | 1975 | 1977 | 2                         | Minister for skatter og afgifter | Socialdemokratiet           |
| Jens Kampmann         | 1977 | 1978 | 1                         | Minister for skatter og afgifter | Socialdemokratiet           |
| Anders Andersen       | 1978 | 1979 | 2                         | Minister for skatter og afgifter | Venstre                     |
| Karl Hjortnæs         | 1979 | 1981 | 1                         | Minister for skatter og afgifter | Socialdemokratiet           |
| Mogens Lykketoft      | 1981 | 1982 | 1                         | Minister for skatter og afgifter | Socialdemokratiet           |
| Isi Foighel           | 1982 | 1987 | 5                         | Minister for skatter og afgifter | Det Konservative Folkeparti |
| Anders Fogh Rasmussen | 1987 | 1992 | 5                         | Skatteminister                   | Venstre                     |
| Peter Brixtofte       | 1992 | 1993 | 1                         | Skatteminister                   | Venstre                     |
| Ole Stavad            | 1993 | 1994 | 1                         | Skatteminister                   | Socialdemokratiet           |
| Carsten Koch          | 1994 | 2000 | 6                         | Skatteminister                   | Socialdemokratiet           |
| Frode Sørensen        | 2000 | 2001 | 1                         | Skatteminister                   | Socialdemokratiet           |
| Svend Erik Hovmand    | 2001 | 2004 | 3                         | Skatteminister                   | Venstre                     |
| Kristian Jensen       | 2004 | 2010 | 6                         | Skatteminister                   | Venstre                     |
| Troels Lund Poulsen   | 2010 | 2011 | 1                         | Skatteminister                   | Venstre                     |
| Peter Christensen     | 2011 | 2011 | 1                         | Skatteminister                   | Venstre                     |
| Thor Möger Pedersen   | 2011 | 2012 | 1                         | Skatteminister                   | Socialistisk Folkeparti     |
| Holger K. Nielsen     | 2012 | 2013 | 1                         | Skatteminister                   | Socialistisk Folkeparti     |
| Jonas Dahl            | 2013 | 2014 | 1                         | Skatteminister                   | Socialistisk Folkeparti     |
| Morten Østergaard     | 2014 | 2014 | 1                         | Skatteminister                   | Radikale Venstre            |
| Benny Engelbrecht     | 2014 | 2015 | 1                         | Skatteminister                   | Socialdemokratiet           |
| Karsten Lauritzen     | 2015 | 2019 | 3 år, 11 måneder, 30 dage | Skatteminister                   | Venstre                     |
| Morten Bødskov        | 2019 | 2022 | 2 år, 7 måneder, 8 dage   | Skatteminister                   | Socialdemokratiet           |
| Jeppe Bruus           | 2022 | 2024 | 2 år, 6 måneder, 25 dage  | Skatteminister                   | Socialdemokratiet           |
| Rasmus Stoklund       | 2024 | nu   | 0                         | Skatteminister                   | Socialdemokratiet           |